# Woodhaven Boulevard (línea Jamaica)
Woodhaven Boulevard es una estación en la línea Jamaica del Metro de Nueva York de la B del Brooklyn–Manhattan Transit Corporation. La estación se encuentra localizada en Woodhaven, Queens entre Woodhaven Boulevard y la Avenida Jamaica. La estación es servida en varios horarios por los trenes del Servicio  y .